# Tina York
Tina York (eigentlich Monika Schwab, * 29. April 1954 in Bingen) ist eine deutsche Schlagersängerin. Ihren größten Erfolg hatte sie 1974 mit Wir lassen uns das Singen nicht verbieten. 

## Karriere
Sie arbeitete nach der Schule zunächst als Rechtsanwaltsgehilfin. 1969 nahm sie im Alter von 14 Jahren unter dem Künstlernamen Monia ihre erste, erfolglose Single auf. 1970 wurde sie auf der Hochzeit ihrer Schwester Mary Roos von Rudi Wolpert entdeckt. Noch im selben Jahr wurde mit Oh Mama Good Bye, eine deutsche Version des Tremeloes-Hits Me and My Life, ihre erste Single unter dem Künstlernamen Tina York veröffentlicht. Die Sängerin stand von 1970 bis 1976 bei der Plattenfirma CBS unter Vertrag und arbeitete mit Produzenten wie Peter Orloff und Jack White zusammen. 
York war Gast in zahlreichen Musiksendungen im Fernsehen, darunter von 1970 bis 1981 insgesamt 17 Mal in der ZDF-Hitparade, wo sie 1974 mit dem von White und Fred Jay geschriebenen Titel Wir lassen uns das Singen nicht verbieten den ersten Platz belegte. Mit Wo die Sonne scheint, Liechtensteiner Polka (beide 1974) und Ein Adler kann nicht fliegen (1977) konnte sich York jeweils unter den ersten drei Liedern platzieren. 1976 nahm York mit dem Lied Das alte Haus an der deutschen Vorentscheidung zum Eurovision Song Contest teil und belegte den letzten Platz. Der am damals populären Disco-Stil orientierte Titel erschien wohl auch aufgrund dieses Ergebnisses zunächst nicht als Single oder auf einem Album. Erst 2001 wurde Das alte Haus auf der umfassenden Kompilation Stationen: Von heute bis morgen veröffentlicht.
Weitere Erfolge gelangen York in den deutschen Airplay-Charts ab 1976 mit Gib dem Glück eine Chance (1976), Ein Mann wie du (1977) und Ein Lied für Maria (1978) sowie den beiden Top-10-Hits Ein Adler kann nicht fliegen (1977) und Ich bin da (1981). York nahm in den 1970er Jahren drei Studioalben auf, Wir lassen uns das Singen nicht verbieten (1975), Ich bring' dir heut' ein Ständchen (1977) und Mein Weg zu dir (1978). 
Nach einer 29-jährigen Pause und zahlreichen Kompilationen ihrer Erfolge und Singles erschien erst 2007 wieder ein neues Album mit dem Titel Ich träume mit dir. 2018 war sie Teilnehmerin der zwölften Staffel der RTL-Sendung Ich bin ein Star – Holt mich hier raus!, bei der sie hinter Daniele Negroni und der Staffelsiegerin Jenny Frankhauser den dritten Platz belegte. 2024 beendete sie ihre Karriere ohne Abschiedstournee oder persönliche Verabschiedung.
York ist geschieden und lebt in Berlin.

## Fernsehauftritte
- 2018: Ich bin ein Star – Holt mich hier raus!, Staffel 12 (RTL)
- 2022: Ich bin ein Star – Die Stunde danach (RTL)

## Diskografie
Studioalben
| Jahr | Titel Musiklabel                              | Anmerkungen                        |
| ---- | --------------------------------------------- | ---------------------------------- |
| 1975 | Wir lassen uns das Singen nicht verbieten CBS | Erstveröffentlichung: 1975         |
| 1977 | Ich bring’ dir heut’ ein Ständchen Polydor    | Erstveröffentlichung: 1977         |
| 1978 | Mein Weg zu Dir Ariola                        | Erstveröffentlichung: 1978         |
| 2007 | Ich träume mit dir Palm                       | Erstveröffentlichung: 9. März 2007 |